# PE-109
PE-109 é uma rodovia brasileira do estado de Pernambuco.
Com 17,5 quilômetros de extensão, liga Bonito a Agrestina.